# پرپرواران آمبلیپتیلیا
پرپرواران آمبلیپتیلیا(نام علمی: Amblyptilia) نام یک سرده از تیره پرپرواران است.